# Агболуадже
Агболуадже (д/н — 1772) — 26-й алаафін (володар) держави Ойо в 1750/1754—1772 роках. За його правління держава набула найбільшого розширення та потуги.

## Життєпис
Про родину обмаль відомостей. 1750 або 1754 року ойо-месі (вища рада) призначає Агболуадже новим алаафіном після повалення його попередника Авонбіоджу. Втім фактична влада належала басоруну (першому міністру) Ґаа. Він з його родичами узурпував усю владу та прибутки. Разом з тим потуга Ойо не зменшилася.
Загалом правління Агболуадже було досить мирним щодо внутрішніх конфліктів. Разом з тим Ґаа проводив активну зовнішню політику, повністю підкоривши область Егба, встановивши зверхність над державою Іджебу та іншими державами йоруба на захід. Під владою Ойо опинилася область середньої течії річки Осун. На півночі кордонами були річки Нігер та Моши, де данину сплачували Боргу і Нупе. На заході та півдні Дагомея та більшість міст-держав узбережжя від кордону Дагомеї до Лагосу входили до складу Ойо як васали.
1772 року Ґаа змусив алаафіна відправити війська проти держави Попо, правитель якої був особистим другом Агболуадже. За легендою, незважаючи на успішний результат, алаафін ще до повернення своїх військ скоїв самогубство (можливо, більше не бажав терпіти всевладдя басоруна). Новим правителем Ґаа поставив Майєогбе.